# Rhondes
Genre
Rhondes est un genre d'araignées aranéomorphes de la famille des Salticidae.

## Distribution
Les espèces de ce genre sont endémiques de Nouvelle-Calédonie.

## Liste des espèces
Selon World Spider Catalog (version 18.0, 13/05/2017) :
- Rhondes atypicus Patoleta, 2016
- Rhondes berlandi Patoleta, 2016
- Rhondes flexibilis Patoleta, 2016
- Rhondes neocaledonicus (Simon, 1889)
- Rhondes sarasini Patoleta, 2016
- Rhondes zofiae Patoleta, 2016

## Publication originale
- Simon, 1901 : Histoire naturelle des araignées. Paris, vol. 2, p. 381-668 (intégral).